# Seegefecht vor den Lofoten
Das Gefecht vor den Lofoten war ein Gefecht zwischen der deutschen Kriegsmarine und der britischen Royal Navy vor der Südküste der Lofoten während des Zweiten Weltkriegs. Ein deutsches Geschwader unter Vizeadmiral Günther Lütjens, bestehend aus den Schlachtschiffen Scharnhorst und Gneisenau, traf auf ein britisches Geschwader unter Admiral William Whitworth, das aus dem Schlachtkreuzer Renown und neun Zerstörern bestand. Nach einem kurzen Gefecht wurde die Gneisenau leicht beschädigt und die Deutschen zogen sich zurück.

## Vorgeschichte
Um die deutsche Invasion in Norwegen ohne Intervention der Briten durchführen zu können, hatte die Kriegsmarine zuvor ein Geschwader unter Vizeadmiral Günther Lütjens zum Schutz des bei Narvik anlandenden Truppenkonvois entsandt. Das deutsche Geschwader bestand aus den Schlachtschiffen Scharnhorst und Gneisenau, dem Schweren Kreuzer Admiral Hipper und zehn Zerstörern. Aufgrund von Informationen, die darauf hindeuteten, dass die Deutschen Schiffe zusammengeführt würden, entsandten die Briten ein Geschwader unter Admiral William Whitworth, das im Rahmen von Operation Wilfred Minen legen und somit jegliche deutsche Seebewegung in den Atlantik verhindern sollte. Nachdem der britische Zerstörer Glowworm unter dem Kommando von Lieutenant Commander Gerard.B. Roope von Whitworths Hauptstreitmacht getrennt worden war, wurde er am 8. April von den Deutschen gesichtet. In dem sich anschließenden Gefecht wurde die Glowworm zwar von der Admiral Hipper versenkt, konnte jedoch die Position der deutschen Schiffe an Whitworth weiterleiten. Unmittelbar nachdem die Briten die Nachricht von der Glowworm erhalten hatten, drehte die Renown, die sich zu diesem Zeitpunkt auf Position 67°34'N, 10°00' O befand, nach Süden ab und steuerte auf die gemeldete Position zu.

## Gefecht
Am 9. April 1940 gegen 3:30 Uhr kamen die deutschen Schiffe etwa 16 Kilometer vor Vestfjord in Sichtweite der Britischen Flotte. Daraufhin schwenkte die Renown nach Nordwest, was sie auf einen parallelen Kurs zu den Deutschen brachte. Um 03:50 Uhr sichtete die Gneisenau die Renown auf ihrem Funkmessgerät (Radar), ohne sie jedoch zu identifizieren, worauf Lütjens Befehl gab: „Klar zum Gefecht!“ Schlechte Wetterbedingungen und schwerer Seegang verhinderten jedoch zunächst die Aufnahme von Kampfhandlungen. Erst 15 Minuten später, gegen 04:05 Uhr, eröffnete die Renown aus einer Entfernung von ca. 17 Kilometern das Feuer auf die Gneisenau. Die deutschen Kriegsschiffe erwiderten um 04:11 Uhr das Feuer, wobei die Gneisenau zwei Treffer auf die Renown erzielte. Die hohe Geschwindigkeit, mit der die deutschen Schiffe bei diesem schweren Seegang manövrierten, führte zu massiven Problemen. So wurde der vordere Geschützturm der Gneisenau überflutet, worauf die gesamte Elektrik ausfiel und die Geschützmannschaft gezwungen war, auf Handbetrieb umzuschalten. Ungefähr zur gleichen Zeit traf die Renown die Gneisenau mit zwei Granaten und gegen 04:17 Uhr mit einer dritten. Diese Treffer beschädigten den Feuerleitturm, den vorderen Entfernungsmesser und den hinteren Geschützturm. Die Renown lenkte daraufhin ihr Feuer auf die Scharnhorst, die sich zwischen beide Schiffe geschoben hatte, um die Gneisenau mit einer künstlichen Nebelwand zu verdecken. Um weitere Schäden zu verhindern, gab Lütjens gegen 04:20 Uhr den Befehl zum Rückzug in Richtung Nordost. Gegen 04:45 Uhr verlor die Renown bei einer Entfernung von 22 Kilometern die Sicht zu den deutschen Schiffen, sodass Whitworth diesbezüglich auf Vermutungen angewiesen war. Um 05:15 Uhr sichtete die Renown die Deutschen und eröffnete das Feuer, das die Gneisenau sofort erwiderte. Angesichts der Schäden, die beide Schiffe durch Sturm und Beschuss erlitten hatten, sowie aus Angst vor einem Torpedoangriff auf die beschädigte Gneisenau, erhöhten die Deutschen ihre Geschwindigkeit und entkamen um 06:15 Uhr ihrer Verfolgerin. Da die Deutschen Whitworths kleinere Schiffe mit weiteren Großkampfschiffen verwechselten, entschlossen sie sich, von der vermeintlichen Übermacht fernzubleiben und die Aktion zu beenden, indem sie nach Westen Richtung Nordpolarmeer abdrehten.

## Nachwirkungen
Obwohl die Royal Navy einen eher geringen taktischen Sieg über die Kriegsmarine errang, betrachteten die Deutschen das Gefecht als strategischen Erfolg, da Whitworths Streitkräfte lange genug aufgehalten wurden, um die Landung in Narvik nicht zu behindern. Nach Beendigung des Gefechts suchte Whitworths Verband weiter nach den deutschen Schlachtschiffen, was dazu führte, dass die deutschen Truppentransporter ungehindert nach Narvik vordringen konnten.